# Озеро Золотая Вешка и прилегающие леса
Озеро Золотая Вешка и прилегающие леса — государственный природный заказник (комплексный) регионального (областного) значения Московской области, целью которого является сохранение ненарушенных природных комплексов, их компонентов в естественном состоянии; восстановление естественного состояния нарушенных природных комплексов, поддержание экологического баланса. Заказник предназначен для:
- сохранения и восстановления природных комплексов;
- сохранения местообитаний редких видов растений, животных;

Заказник основан в 1990 году. Местонахождение: Московская область, Талдомский городской округ, сельское поселение Ермолинское, в 1,2 км к востоку от деревни Ширятино, в 1,2 км к юго-юго-западу от деревни Колбасино. Площадь заказника составляет 622,8 га. Заказник включает лесные кварталы 7, 14—16, 20, 21, 27 Салтыково-Щедринского участкового лесничества Талдомского лесничества.

## Описание
Территория заказника располагается в северо-восточной оконечности подмосковной части Верхне-Волжской низменности в зоне распространения плоских водноледниковых и моренно-водноледниковых равнин. Кровля дочетвертичного фундамента местности представлена вернеюрскими глинами и алевритами. Перепад высот в пределах заказника — незначительный, абсолютные отметки изменяются от 134,2 м над уровнем моря (среднемеженный уровень воды в озере Золотая Вешка) до 138 м над уровнем моря на возвышениях равнины в северной и южной окраинах территории.
Заказник включает участок плоской водноледниковой равнины, сложенной песчано-супесчаными водноледниковыми или суглининистыми отложениями на морене, а также древнеозерную котловину с озером Золотая Вешка. Уклоны поверхностей равнин обычно не превышают 1—2°. Вокруг озера образовалась террасная площадка, сложенная песчано-супесчаными гравийными озерными отложениями, а вдоль берега протянулась сплавина шириной 5—30 м. Поверхности равнины осложнены плоскодонными ложбинами и западинами шириной от 50 до 500 м. В одном из наиболее крупных понижений в юго-восточной оконечности заказника образовалось крупное верховое болото, входящее в пределы территории лишь наполовину и занимающее здесь площадь около 8 га. Для заболоченных участков заказника характерно торфонакопление и образование кочковатых форм нанорельефа фитогенного происхождения. Высота растительных кочек достигает 0,3 м в высоту.
Территория заказника относится к бассейну реки Хотчи — правого притока реки Волги. Озеро Золотая Вешка, сформировавшееся на водноледниковой равнине, относится к Ермолинской озерной группе и имеет практически округлую форму. Протяженность озера в поперечнике достигает 570 м. Площадь озера составляет 23 га, глубина — до 4 м. В пределы заказника входят фрагменты зарастающих мелиоративных каналов различных направлений.
Почвенный покров территории представлен дерново-подзолистыми и дерново-подзолисто-глеевыми (по понижениям) почвами на суглинистых отложениях, а также дерново-подзолами и дерново-подзолами глеевыми на песчано-супесчаных отложениях. По днищам ложбин и западин сформировались перегнойно-глеевые и гумусово-глеевые почвы (под черноолынаниками). На болотах — торфяные олиготрофные и торфяные эутрофные почвы.

### Флора и растительность
Территория заказника представляет собой комплекс сырых и заболоченных елово-мелколиственных лесов, встречаются участки ельников, смешанных лесов и довольно большие площади еловых культур. Озеро Золотая Вешка окружено сплавиной, заболоченными и сырыми лесами с сосной, березой и ольхой чёрной.
На хорошо дренированных участках развиты кисличные, папоротниково-широкотравно-кисличные типы березово-еловых лесов, местами — мелкотравно-зеленомошных и редкотравных. В подросте этих лесов участвует ель, иногда единично липа и дуб. В подлеске встречаются крушина ломкая, жимолость лесная, малина, можжевельник обыкновенный, волчеягодник обыкновенный или волчье лыко (редкий и уязвимый вид, не включенный в Красную книгу Московской области, но нуждающийся на территории области в постоянном контроле и наблюдении). В травяном ярусе кисличных типов доминирует кислица, примесь других видов единична.
В папоротниково-широкотравно-кисличных типах лесов состав травяного яруса очень разнообразный. Кроме кислицы, присутствуют дубравные виды: сныть обыкновенная, зеленчук жёлтый, копытень европейский, звездчатка жестколистная, гравилат городской, воронец колосистый, бор развесистый, а также таёжные, лугово-лесные виды растений и папоротники — костяника, грушанка круглолистная, майник двулистный, земляника лесная, щитовники картузианский и мужской, кочедыжник женский и другие виды.
В составе нижних ярусов редкотравных лесов единично встречаются черника, майник двулистный, вейник тростниковидный, седмичник европейский, золотарник обыкновенный, щитовник картузианский, живучка ползучая, звездчатка жестколистная, костяника. Мхи представлены зелеными и политриховыми, а по западинам иногда имеются пятна сфагнумов.
В смешанных лесах доминирует береза, а ель образует второй древесный ярус. Встречается единичная примесь осины, реже дуба. В подросте обильны ель и рябина, в подлеске — крушина ломкая, иногда волчеягодник обыкновенный, или волчье лыко. В травяно-кустарничковом ярусе доминирует черника. Ей сопутствуют вейник тростниковидный, щитовник картузианский, костяника, майник двулистный, седмичник европейский, золотарник обыкновенный, орляк обыкновенный. Мхи представлены политриховыми и зелеными таёжными и дубравными.
Изредка среди мелколиственно-еловых и мелколиственных лесов встречаются фрагменты липово-березовых с елью, липово-осиновых с березой и елью, березово-осиновых с липой и елью лесов папоротниково-широкотравных с пятнами мхов. В подросте этих лесов встречается ель, рябина, клен платановидный, в подлеске — жимолость лесная, лещина обыкновенная. В травяном ярусе обычны сныть обыкновенная, медуница неясная, копытень европейский, зеленчук жёлтый, звездчатка жестколистная, бор развесистый, чина весенняя, щитовник картузианский, костяника, кислица, седмичник европейский, голокучник Линнея и хвощ луговой.
На бортах древнеозерной котловины встречаются сосняки с елью черничные.
Древостой этих лесов сомкнутый, высокий, есть сосны диаметром 45—50 (60) см. Отмечен единичный подрост клёна платановидного, кустарниковый ярус не выражен, единично встречаются крушина ломкая и лещина. В травяно-кустарничковом ярусе доминирует черника. Группами встречаются плауны годичный и булавовидный (последний является редким и уязвимым видом, не включенным в Красную книгу Московской области, но нуждающимся на территории области в постоянном контроле и наблюдении), щитовник картузианский, кислица, майник двулистный, седмичник европейский, брусника, сныть обыкновенная.
Довольно широко распространены черничные еловые и березово-еловые леса с таёжными видами мелкотравья и зелеными мхами.
Имеются участки старых сомкнутых березняков с культурами ели под пологом травяно-папоротниковых с политриховыми мхами.
В старовозрастных еловых культурах имеется единичная примесь березы и осины. В подлеске встречается крушина. Травяно-кустарничковый ярус разрежен, здесь встречаются кислица, ожика волосистая, осока пальчатая, марьянник луговой, голокучник Линнея, щитовник картузианский, орляк обыкновенный (в окнах).
Западины и ложбины на водноледниковой равнине занимают березовочерноольховые и черноольховые крупнотравные и влажнотравно-крапивные леса. По заболоченным понижениям развиты также сосняки долгомошные с участием осоки чёрной и шаровидной, седмичника и вербейника обыкновенного. Есть небольшие участки осушенных переходных болот.
В юго-восточной части заказника имеется крупное верховое болото с элементами переходного с низкорослой сосной. На болоте представлен типичный набор видов верховых и переходных болот. В травяно-кустарничковом ярусе участвуют багульник болотный, мирт болотный, подбел многолистный, пушица влагалищная, клюква болотная. В моховом покрове развиты сфагновые мхи. В краевых частях болота встречаются: сабельник болотный, вахта трехлистная, белокрыльник болотный, телиптерис болотный, рогоз широколистный.
На озерной террасе встречаются сосняки сфагновые. Древостой имеет различную сомкнутость (0,3—0,7), высота деревьев до 15—20 м. В подросте участвуют ель, береза пушистая и сосна. В травяно-кустарничковом ярусе обильны пушица влагалищная, болотный мирт, черника, клюква болотная, тростник южный, росянка круглолистная, ситник развесистый и нитевидный. Редко встречается морошка приземистая (вид, занесенный в Красную книгу Московской области). Имеется сплошной покров из сфагновых мхов.
Кроме сфагнового сосняка, вокруг озера развиты сосново-березовые с ольхой чёрной заболоченные и сырые леса. В светлых заболоченных лесах здесь встречается горечавка легочная и дремлик широколистный (редкие и уязвимые виды, не включенные в Красную книгу Московской области, но нуждающиеся на её территории в постоянном контроле и наблюдении), а также венерин башмачок настоящий (вид, занесенный в Красную книгу Российской Федерации и Красную книгу Московской области).
На сплавине вокруг озера Вешка растет разреженный сосняк сфагновый с единичной березой. Высота деревьев 4—6 м. В травяно-кустарничковом ярусе преобладает пушица влагалищная, встречаются клюква, болотный мирт, багульник болотный, подбел многолистный, осоки волосистоплодная, ежистоколючая и малоцветковая (последний вид занесен в Красную книгу Московской области), росянка круглолистная, белокрыльник болотный, ситник нитевидный, тростник южный. Редко встречается пальчатокоренник пятнистый и морошка приземистая (виды, занесенные в Красную книгу Московской области). Характерен сплошной моховой покров, образованный сфагнумом магелланским и сфагновыми мхами.
Вдоль берега озера проходит прерывистая полоса ольхи чёрной, березы пушистой, единичных сосен, подроста этих деревьев и кустарниковыми ивами (пепельной и пятитычинковой). У воды встречаются тростник южный, осока ложносытевая, или сытевидная, осока пузырчатая, телиптерис болотный, вахта трехлистная, белокрыльник болотный, сабельник болотный, рогоз широколистный, камыш лесной, двукисточник тростниковидный, калужница болотная, зюзник европейский, подмаренник болотный, дербенник иволистный, вех ядовитый, череда поникшая, фиалка болотная и другие.
В воде озера растут рдест плавающий, кубышка жёлтая, роголистник погруженный, тростник южный, частуха подорожниковая.

### Фауна
Животный мир заказника отличается большим видовым богатством и репрезентативностью для соответствующих природных сообществ Московской области. Всего в заказнике отмечено около 50 видов наземных позвоночных животных, из них — три вида амфибий, три вида рептилий, 35 видов птиц, и девять видов млекопитающих. Кроме того, в озере обитает не менее шести видов рыб — золотой и серебряный караси, окунь, щука, плотва, а также карп, интродуцированный в озеро при его зарыблении. Большая концентрация редких видов животных на территории заказника, а также полное отсутствие видов-синантропов свидетельствует о высокой степени сохранности и ценности его природных комплексов.
Основу фаунистического комплекса наземных позвоночных животных заказника составляют типичные виды хвойных и смешанных лесов Средней полосы России. В границах заказника можно выделить два основных зоокомплекса (зооформации): зооформация смешанных лесов и зооформация сосново-сфагновых болот и сплавин. На большей территории заказника доминирует зооформация смешанных лесов; на сплавинах по берегам озера представлена зооформация сосново-сфагновых болот и сплавин.
Зооформация смешанных лесов представлена здесь следующими видами: обыкновенный ёж, обыкновенная белка, заяц-беляк, кабан, обыкновенная лисица, енотовидная собака, ястреб-тетеревятник, обыкновенная кукушка, большой пёстрый дятел, лесной конёк, иволга, ворон, сойка, крапивник, пеночка-весничка, пеночка-теньковка, пеночка-трещотка, славка-черноголовка, зелёная пересмешка, зяблик, чиж, зарянка, поползень, большая синица, обыкновенная лазоревка, рябинник, певчий дрозд, белобровик, чёрный дрозд, ополовник, серая мухоловка, травянаяи остромордая лягушки, живородящая ящерица. По опушкам встречается чёрный коршун (вид, занесенный в Красную книгу Московской области).
Зооформация сосново-сфагновых болот и сплавин представлена в центральной части заказника, по берегам озера. Для данной зофоормации характерны: лось, бурый медведь (вид, занесенный в Красную книгу Московской области), серый журавль (вид, занесенный в Красную книгу Московской области), скопа (вид, занесенный в Красную книгу Российской Федерации и Красную книгу Московской области), длиннохвостая неясыть (вид, занесенный в Красную книгу Московской области), желна, пухляк, пищуха, московка, желтоголовый королёк, глухарь, (редкий и уязвимый вид, не включенный в Красную книгу Московской области, но нуждающийся на территории области в постоянном контроле и наблюдении), кедровка (вид, занесенный в Красную книгу Московской области), обыкновенная гадюка (вид, занесенный в Красную книгу Московской области), веретеница ломкая (вид, занесенный в Красную книгу Московской области), гребенчатый тритон (вид, занесенный в Красную книгу Московской области). По берегам озера встречаются поселения речного бобра.
Следует особенно отметить изобилие дичи по всей территории заказника, а также на сопредельных с ним территориях.

## Объекты особой охраны заказника
Охраняемые экосистемы: березово-еловые папоротниково-широкотравнокисличные с дубом и липой с участками мелкотравно-зеленомошных, кисличных и редкотравных; фрагменты смешанных с елью, березой и липой лесов папоротниково-широкотравных с пятнами мхов; сосняки с елью и березовоеловые черничные леса с таёжными видами мелкотравья и зелеными мхами; березово-черноольховые и черноольховые крупнотравные и влажнотравнокрапивные леса; сосняки долгомошные и сфагновые с единичной березой; сосново-березовые с ольхой чёрной заболоченные и сырые леса.
Места произрастания и обитания охраняемых в Московской области, а также иных редких и уязвимых видов животных и растений, перечисленных ниже, а также глухаря.
Охраняемые в Московской области, а также иные редкие и уязвимые виды растений и их местообитания:
- виды, занесенные в Красную книгу Российской Федерации и Красную книгу Московской области: венерин башмачок настоящий;
- виды, занесенные в Красную книгу Московской области: морошка приземистая, осока малоцветковая, пальчатокоренник пятнистый;
- виды, являющиеся редкими и уязвимыми таксонами, не включенные в Красную книгу Московской области, но нуждающиеся на территории области в постоянном контроле и наблюдении: горечавка легочная, волчеягодник обыкновенный, или волчье лыко, плаун булавовидный, дремлик широколистный.

Охраняемые в Московской области виды животных:
- виды, занесенные в Красную книгу Российской Федерации и Красную книгу Московской области: скопа;
- виды, занесённые в Красную книгу Московской области: бурый медведь, серый журавль, чёрный коршун, длиннохвостая неясыть, кедровка, обыкновенная гадюка, веретеница ломкая, гребенчатый тритон.